# North Hudson
North Hudson é uma vila localizada no estado norte-americano de Wisconsin, no Condado de St. Croix.

## Demografia
Segundo o censo norte-americano de 2000, a sua população era de 3463 habitantes.
Em 2006, foi estimada uma população de 3762, um aumento de 299 (8.6%).

## Geografia
De acordo com o United States Census Bureau tem uma área de
5,5 km², dos quais 3,4 km² cobertos por terra e 2,1 km² cobertos por água.

## Localidades na vizinhança
O diagrama seguinte representa as localidades num raio de 8 km ao redor de North Hudson.